# Graduate School of Asia-Pacific Studies der Waseda Universität

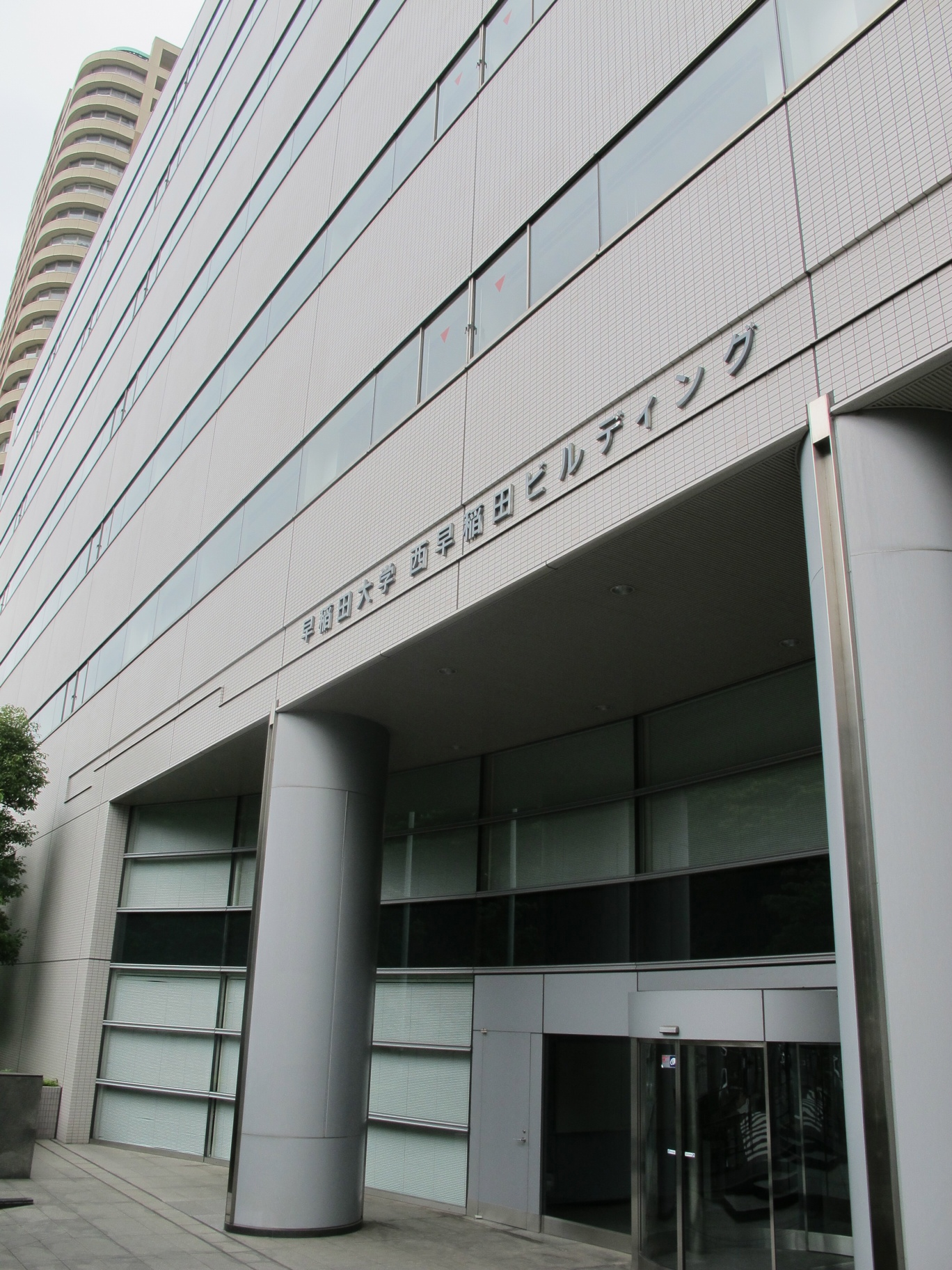
TJ Orosa

Die Graduate School of Asia-Pacific Studies, kurz GSAPS, ist eine unabhängige Graduate School mit den Schwerpunkten Sozialwissenschaften und Internationale Beziehungen. GSAPS wurde im April 1998 auf dem Campus der Waseda-Universität in Tokio gegründet. Die Studenten, Fakultätsmitglieder und Alumni kommen aus mehr als 50 Ländern.
Zur Einrichtung gehört das Global Institute for Asian Regional Integration, ein vom japanischen Ministerium für Bildung, Kultur, Sport, Wissenschaft und Technologie (MEXT) unterstütztes Forschungsförderprogramm.
Die GSAPS befindet sich auf dem Hauptcampus der Waseda-Universität in Nishi-Waseda, Shinjuku Bezirk, Präfektur Tokio.

## Kooperierende Institutionen
GSAPS betreibt einen regelmäßigen Austausch in Lehre und Forschung mit seinen Partnerinstitutionen, u. a. der London School of Economics, dem Graduate Institute of International and Development Studies, National University of Singapore, der Seoul National University und der Chulalongkorn University, Bangkok. Im Rahmen von Erasmus Mundus führt GSAPS ein gemeinsames Promotionsprogramm durch, das sich in Kooperation mit der Université libre de Bruxelles in Belgien, der University of Warwick in Großbritannien, der Libera Università Internazionale degli Studi Sociali in Italien, der Université de Genève in der Schweiz und der Fudan University in China mit der Globalisierung, der Europäischen Union sowie mit Fragen des Multilateralismus befasst
GSAPS ist ein affiliiertes Mitglied der Association of Professional Schools of International Affairs, einem Netzwerk von weltweit führenden Schulen im Bereich der Internationalen Beziehungen und Staatswissenschaften.

## Lehre und Forschung
Die Schwerpunkte von Lehre und Forschung liegen bei den ost- und südostasiatischen Regionalwissenschaften, den internationalen Beziehungen sowie dem Studium internationaler Kooperationen und Politik. Der Terminkalender der Schule unterteilt sich in vier Abschnitte, wobei Kurse von Mai bis Juli (Frühjahr), im August (Sommer), von September bis Januar (Herbst) und im Februar (Winter) sowohl in Englisch wie Japanisch angeboten werden.

## Studenten
Am 1. Mai 2011 studierten 427 Studenten an der GSAPS. Hiervon waren 283 Masterstudenten und 144 PhD Studenten. 69,6 % der Masterstudenten kamen aus dem Ausland, 30,4 % aus Japan. Die GSAPS Student Association (GSA), die offizielle Fachschaft der Fakultät, organisiert regelmäßige soziale, akademische und karrierebezogene Veranstaltungen.